# Cantó d'Iracoubo
El cantó d'Iracoubo és una antiga divisió administrativa francesa situat a la regió d'ultramar de la Guaiana Francesa. Va desaparèixer el 2015.

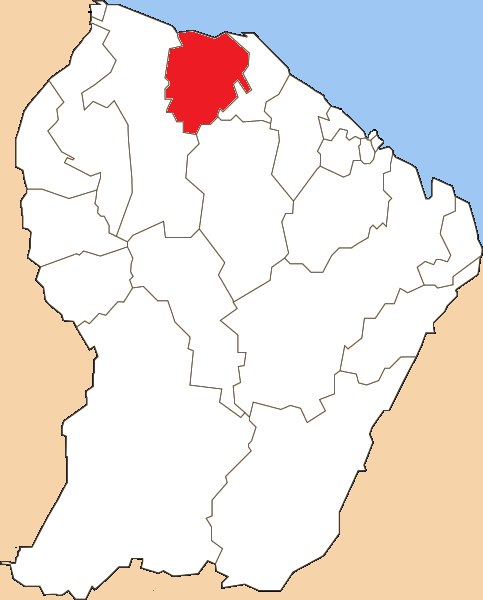
Cantó d'Iracoubo

## Composició
El cantó aplega la comuna de Iracoubo:
| Data d'elecció                           | Identitat     | Partit        | Qualitat |
| ---------------------------------------- | ------------- | ------------- | -------- |
| 2004-2015                                | Daniel Mangal | Divers droite |          |
| les dades anteriors no són pas conegudes |               |               |          |
|                                          |               |               |          |